# FIGHTING TV サムライ
FIGHTING TV サムライ（ファイティング・ティービー・サムライ）は、スカパー・エンターテイメントが運営するプロレス、格闘技の専門チャンネル。通称「サムライTV（サムライティービー）」。プロレスを中心に格闘技の試合中継などを放送している。

## 歴史
- 1996年3月12日 - 三井物産によりグローバル衛星放送株式会社設立。
- 9月 - パーフェクTV!（現：スカパー!プレミアムサービス）で試験放送開始。
- 開局時の立ち上げメンバーは、『格闘技通信』編集長だった谷川貞治、『紙のプロレス』発行人だった柳沢忠之、『週刊プロレス』編集者だった小島和宏と『紙のプロレス』を発行するダブルクロスの社員十数人[1]、それにテレビ東京のスポーツ番組『スポーツTODAY』でプロレス・格闘技関係の「バトルウィークリー」というコーナーを担当していた関巧ディレクター[2]。
- 12月 - 本放送開始（グローバル衛星放送による委託放送）。
- 1999年2月 - ディレクTVで放送開始（2000年放送終了）。
- 2000年 - グローバル衛星放送、株式会社サムライティービーに商号変更。
- 2001年7月 - スカイパーフェクト・コミュニケーションズ（現：スカパーJSAT）がサムライティービー株式の80.25%を三井物産から取得、連結子会社とする。
- 2002年7月 - スカイパーフェクTV!2（現：スカパー!）で放送開始（委託放送事業者はマルチチャンネルエンターテイメント（現・スカパー・エンターテイメント））。
- 2007年2月 - サムライティービー、ペイ・パー・ビュー・ジャパン（現 スカパー・ブロードキャスティング、SPBC）に放送業務を委託。
- 2008年1月 - スカイパーフェクト・コミュニケーションズ、三井物産及び松竹より残るサムライティービー株式を取得、完全子会社化する。
- 10月1日 - SPBCがサムライティービーを吸収合併。スカパー!での放送は、SPBCの電気通信役務利用放送に移行。
- 2009年1月31日 - スカパー!e2での放送を終了。
- 2月1日 - スカパー!e2・スカチャン804（Ch.CS804）にて、ペイ・パー・シリーズ（PPS）「サムライ2シリーズ」放送開始。
- 2012年9月29日 - スカパー!プレミアムサービスにてハイビジョン放送（Ch.600）を開始。
- 2014年5月31日 - スカパー!プレミアムサービスにて、標準画質での放送を終了、ハイビジョン放送に完全移行した。
- 2016年12月1日 - スカパー!プレミアムサービスの衛星一般放送事業者がスカパー・ブロードキャスティングからスカパー・エンターテイメントに変更。

## 放送チャンネル
- スカパー!プレミアムサービス・スカパー!プレミアムサービス光 Ch.301（標準画質、2014年5月31日放送終了）、Ch.600（ハイビジョン放送）
- ケーブルテレビ各局（一部、チャンネルは異なる。多くはオプション契約チャンネル）
- 2009年3月31日をもってJC-HITSでの放送を終了するが、同年4月1日から、i-HITSでの放送を開始する。

### サムライ2シリーズ
スカパー!e2（現・スカパー!）では、2009年2月1日よりスカチャン804（Ch.804）にてPPS「サムライ2シリーズ」の放送を開始した。
- 放送時間帯 原則として毎日8時間（8:00 - 12:00、22:00 - 26:00）となっているが、生中継が行われる場合はそれ以外の時間にも放送することもある。なお、放送内容はスカパー!プレミアムサービスとのサイマル放送。

2011年9月30日付でスカチャン804は終了となるため、同日よりスカチャン803（現・スカチャン3（Ch.CS805））へ移動となる。
なお、サムライ2シリーズが放送されている時間帯のスカパー!プレミアムサービスのスカチャン3（SD:Ch.183、HD:Ch.583）は放送休止となる。
なお、過去に行われていたスカチャン804でのDREAM・SRCの生中継はサムライTV提供ではない。
2015年2月、同年7月31日を以ってサムライ2シリーズを終了することが発表された。新規申し込みは、同年3月31日で終了。

### プロ格ハマるアワー!
2011年10月1日に開局したBSスカパー!において「プロレス・格闘技アワー」と題して番組を提供している。
第1弾は10月27日放送の「仮面貴族FIESTA」。
2015年4月より「プロ格ハマるアワー!」にリニューアル。
2022年10月を以てBSスカパー!が閉局したため当番組も放送終了。以降はスポーツライブ+に番組提供。

### サムライTVオンデマンド
2015年7月1日より、サムライTVと同じ内容をインターネット上で見ることができるサービス「サムライTVオンデマンド」をスカパー!オンデマンドで開始した（ただし、スカパー!プレミアムサービスおよびスカパー!プレミアムサービス光でサムライTVを契約している場合は無料で視聴可能）。
サムライTVと同じ内容をインターネットストリーミングで24時間配信するほか、新規放送内容に関しては1ヶ月間の見逃し視聴に対応する。
2021年10月よりスカパー!オンデマンドからリニューアルしたスカパー!番組配信及びSPOOXにて配信。

## 放送される格闘技団体
「速報!バトル☆メン」、「インディーのお仕事」、「女子プロレスのお仕事」内で取り扱われているものも含む。
新日本プロレス
- 新日本プロレス大作戦

全日本プロレス
プロレスリング・ノア
プロレスリングZERO1
WRESTLE-1
大日本プロレス
DDTプロレスリング
- ユニオンプロレス、ハードヒット、BOYZ、新北京プロレス、東京女子プロレス

みちのくプロレス
KAIENTAI DOJO→2AW
プロレスリングFREEDOMS
アパッチプロレス軍
東京愚連隊
天龍プロジェクト
ドラディション
リアルジャパンプロレス
レジェンド・ザ・プロレスリング
IGF（再放送）
I.W.A.JAPAN
暗黒プロレス組織666
JWP女子プロレス
LLPW-X
アイスリボン
センダイガールズプロレスリング
スターダム
ワールド女子プロレス・ディアナ
プロレスリング我闘雲舞
REINA女子プロレス
世界プロレス協会
Marvelous
プロレスリングWAVE
CMLL
闘龍門MEXICO
プロフェッショナル修斗
パンクラス
DEEP
JEWELS
RIZIN FIGHTING FEDERATION

### 他社からの映像提供
以下の格闘技団体は他に契約されている放送局からの映像提供がある。主に試合中盤と結果だけを抜粋した編集。
- 新日本プロレス（テレビ朝日、PPV）
- 全日本プロレス（GAORA、PPV）
- WRESTLE-1（GAORA）
- DRAGONGATE（GAORA）※所属選手が速報!バトル☆メンなどのゲストの際にハイライト放送。
- WWE（自社制作）※This Week in WWEのみ

### 放送提供されない団体
以下の放送局での映像は提供がされない。
- プロレスリング・ノア（日本テレビ、日テレG+時代）※日テレG+の撤退以降は放送。
- WNC（EXスポーツ）
- OZアカデミー女子プロレス（GAORA）
- AAA（GAORA）
- ZST（GAORA）
- Krush（GAORA）
- R.I.S.E.（スカイ・A sports+）
- SMACK GIRL（J SPORTS）※後継団体であるJEWELSは放送。
- UFC（WOWOW）

## 主な番組
速報!バトル☆メン
プロレス・格闘技ニュースを生放送(月・水・金。ただし試合生中継がある場合は別曜日に変更あり)。
司会:三田佐代子（月）、豊本明長(水)、元井美貴（金）
別冊!バトル☆メン
毎月最終週の金曜日に放送。一ヶ月のバトルメン他で取り上げられなかった試合・出来事の他、引退した選手の現在等を追う。
インディーのお仕事
インディー団体専門の情報番組。
おねえさん: 三田佐代子・メキシコモグラ(三代目AS): カルロス・チョビートモラシータ
女子プロレスのお仕事
女子プロレス専門の情報番組。
おねえさん: 女子プロレスラーが月替わり・おともだち: カルロス・チョビートモラシータ
月刊格闘無双
2016年10月28日放送開始の総合格闘技およびキックボクシング情報番組。月1回放送。ドキュメンタリーや対談なども織り交ぜる。MC：やべきょうすけ、解説：高阪剛、アシスタント：及川奈央。
Versus
選手同士による対談番組。不定期放送。
全女CLASSICS
昭和全盛期時代の全日本女子プロレスの試合模様をプレイバック。

### 試合中継
- プロレス中継 - サムライTVにおける主な番組。二時間放送。
- ニアライブ - 即日の2、3時間後の時間差放送。基本的にノーカット中継。
- 生中継 - 終了後に同内容のニアライブ有り。

ニアライブおよび生中継は数回の完全版再放送後、2時間編集版での再放送となる。

## 放送終了した主な番組
闘いのワンダーランド
新日本プロレスのレトロ番組で、レギュラーの昭和編・平成編のほか、前田日明特集、スタン・ハンセン特集などが臨時に編成された。
大日大戦 〜BJW DEATH MATCH WARS〜
大日本プロレス中継番組。⇒月1回の2時間枠へ。
パンクラス・ハイブリッドアワー
パンクラス中継番組。スカイ・A sports+提供。
武藤敬司〜プロレスの砦〜
武藤敬司がホストを務めるトーク番組。毎月1回。2006年特番で復活。
ARISTRIST蝶野王国
蝶野正洋がホストを務めるトーク番組。毎月1回。
高山善廣のなんでもいいじゃんか!?
高山善廣がホストを務めるバラエティ番組。
浅草キッドの海賊男
浅草キッドがホストを務めるトーク番組。毎週木曜日。
プロレス名画座
門馬忠雄がホストを務めるアメリカのレトロ映像をレスラーごとに紹介する番組。
VOICE
プライド侍
Sブレーク
サムライ本舗
ハッスル×ハッスル
もともとは東海テレビの番組。
PRIDE王
もともとは東海テレビの番組。
Lady'sゴングTV
Lady'sゴング（現：RINGSTARS）全面協力。
BG道場
道場のスパーリングの光景を定点カメラで捉えた映像を深夜に長時間流していたもの。早い話がフィラー映像。
サムライニュース
ニュースの鬼
「生でGONG! X2」や「Sアリーナ」と続いていく毎日のニュース番組、だったが、一時期週一回になっていたこともある。
生でGONG! X2
毎日のニュース番組。日替わりのキャスターに、川野太郎・秦真司などを起用し、その人選に疑問を呈する視聴者が多かった。
ニュース侍
司会:矢野武等
サムライTVの看板番組、「Sアリーナ」復活により引き継がれる。
SアリーナX
毎週プロレスラー・格闘技選手をスペシャルキャスターを迎える「Sアリーナ」特別版。アシスタント（2代目）: ユウキロック
クローズライン
週末のプロレス・格闘技ニュースを生放送。日曜日の試合も到着次第即日放送。
Sアリーナ
プロレス・格闘技ニュースを生放送（月〜水、金〜日）。
格闘ジャングル
「Sアリーナ」格闘技版。98年4月放送開始。初代司会者: マサシ、針谷ルリ子。
格闘ジャングル2
総合格闘技専門版。毎週木曜日。
司会:小野寺力、アシスタント:新井ありさ、解説:高阪剛
キックの星
司会:大江慎、片岡未来
キックの惑星
司会:大江慎、ポンピクンありさ他
キングスロード
三沢光晴社長時代の短期間放映された、全日本プロレスの選手参加のロケ番組。
NOAH's ark
司会: あさりど、加藤由季。NOAHの選手参加のロケ番組。
SAMURAI X!
司会: 伊集院光、黒住祐子。1時間のPR番組。無料放送。5回程度で終了。
プロレススーパースター列伝
同名の漫画とは無関係。過去の名レスラーにスポットを当てた、「あの人は今」的な番組。一部がGyaOで再配信されていた。
サムライパンチ
司会: 関根勤。ひとつのテーマで月曜〜金曜の5日間、一日当たり2時間を割いて、夢枕獏などのゲストを招いて濃いトークを繰り広げていたが、一か月でなくなってしまった。採り上げられたテーマは、「力道山」、「大山倍達」、「梶原一騎」、「第1期UWF」。
大槻ケンヂのトーキング・ブルースリー
プロレス・格闘技好きの大槻ケンヂをホストにレスラー・格闘家を招いてのトーク番組。60分。
ターザン山本のプロレス学術講座
ターザン山本がケーシー高峰のごとく白衣姿にホワイトボードを背にしてターザン節を炸裂させた番組。30分。
アントニオ猪木アワー・ギブアップまで待ってろ!
アントニオ猪木がホストのトーク番組。30分。
円谷格闘劇場
『プロレスの星 アステカイザー』を放送。なぜか『ミラーマン』も放送された。
梶原一騎人生劇場
『空手バカ一代』の再放送。
おはようシネマ館
格闘技に関連のある映画（力道山や相撲関係など）の放送。モノクローム時代のかなり古い作品が多く流れた。
歌う選手名鑑
『歌う天気予報』のパロディ。選手の入場テーマ曲をバックに選手の静止映像やプロフィールが流れた深夜番組。
BOXマニア
ボクシング名勝負集。開局当時、ボクシングを扱っていたのはこの番組だけ。
PRIDE武士道マガジン
PRIDE情報番組。
キックの星
キックボクシング情報番組。司会: 大江慎、片岡未来。
NOAH's log〜有明 Modern Boys〜
NOAH番組。海外遠征など密着取材や選手参加企画番組。
武藤敬司☆SHOW
新日本プロレス黙示録
新日本プロレス情報番組。Sアリーナの週1コーナー「ストロングニュース」が独立。
新日本プロレス黄金史
新日本プロレスの黄金時代と言われた昭和〜平成の試合をプレイバック。
KO打撃ックス!
司会:大江慎・小野寺力
修斗 X-treme Fight
修斗番組。毎月1回。
DEEEEP IMPACT
DEEP系イベント番組。毎月1回。
パンクラス・ヒストリー
パンクラスの名勝負をプレイバック。
K-1 BATTLE SCRAMBLE
K-1情報番組。

### Jリーグ中継
2007年10月より、e2 by スカパー!（スカパー!e2を経て現スカパー!）でJリーグ（J1）の全試合生中継が開始されたが、スカパー!（現スカパー!プレミアムサービス。こちらは2007年シーズン開幕よりJ1・J2全試合生中継）よりチャンネル数が少なく、一斉開催の場合には9試合同時中継となり、通常使用しているチャンネル（スカチャン・スカチャンHD（計4ch）、TBSチャンネル、J sports Plus）だけでは足りないことから、スカパー子会社（2008年10月よりスカパーJSATの兄弟会社）であった当チャンネルでも通常放送を休止して中継が行われることになった。
2009年1月末をもってスカパー!e2での放送が終了し、Jリーグ中継は終了した。
ちなみに、当チャンネルでのJリーグ中継はノンスクランブル放送であった（一部ケーブルテレビでは視聴できない場合あり）。
FIGHTING TV サムライで放送されたカード
- 2007年11月24日（第33節） 清水エスパルス対ジェフユナイテッド市原・千葉戦
- 2007年12月1日（第34節） ヴァンフォーレ甲府対FC東京戦
- 2008年4月2日（第4節） 京都サンガF.C.対柏レイソル戦
- 2008年12月6日（第34節） 京都サンガF.C.対清水エスパルス戦

## 主な出演者、キャスター
- 三田佐代子
- 大江慎
- 元井美貴
- 豊本明長(東京03)
- ミラノコレクションA.T.(元新日本)新日担当
- 小佐野景浩
- 若林健治(元日本テレビアナウンサー)
- 須山浩継(「大日大戦」解説、「インディーのお仕事」「女子プロレスのお仕事」構成・声の出演、各女子プロレス中継等)
- 鈴木健.txt(DDT中継など)

### 実況アナウンサー
- 清野茂樹(新日本プロレス実況、「NEW JAPAN ROAD」司会等)
- 村田晴郎(DDT、全日本プロレス、みちのくプロレス、各女子プロレス中継等)
- 登坂栄児(BJW社長・「大日大戦」実況)
- 塩野潤二(主にプロレスリング・ノア中継担当)
- 山口雅史(宮尾すすむの長男。主に新日本プロレス、IGF中継担当)
- 矢野武(修斗）
- 髙橋大輔(ZERO1、パンクラス)
- 市川勝也(シュートボクシング）
- バロン山崎
- シンペー

## 過去の出演者、キャスター
- 菊池孝
- 笹田道子
- 桜井悠美子
- 工藤めぐみ
- 浅草キッド
- ターザン山本
- 志生野温夫
- 有田哲平
- 辻よしなり
- 山本シュウ
- ちはる
- 早坂好恵

- 矢野武
- 細田マサシ
- 山田玲奈
- 遠藤あゆみ
- 山本雅俊
- 川野太郎
- 秦真司
- 舞の海秀平
- 松山三四六
- 水嶋洋子
- 照英
- 真鍋摩緒
- 脊山麻理子
- 長谷部優
- 小野寺力
- あべ由紀子

### 生GONギャル
- 鵜飼りえ
- 藤田愛美
- 桜井和美
- 高乃希里
- 三ツ谷夏奈
- 坂本奈緒子
- 高林愛
- 水原英里

- 南凪みゆ
- 小谷津藍子
- 早乙女未来
- 葉川空美
- なな
- 吉野百実
- 若菜

### サムライガールズ
- 石川真琴
- 栗原美加
- 竹内綾香
- 山口果歩